# Понсель, Роза
Роза Понсель (англ. Rosa Ponselle, имя при рождении — Роза Мельба Понцилло, итал. Rosa Melba Ponzillo; 22 января 1897, Мериден — 25 мая 1981, Балтимор) — американская оперная певица итальянского происхождения, драматическое сопрано. Певческая карьера в основном была сосредоточена в театре «Метрополитен-опера», где она провела 19 сезонов вплоть до окончания карьеры в 1937 году. В отличие от американских див предыдущих поколений (таких, как Джеральдина Фаррар) она получила певческое образование не в Европе, а в США. Её коронной ролью была Норма.

## Биография
Роза Понсель родилась 22 января 1897 года в Меридене в штате Коннектикут в семье итальянских эмигрантов, младшая из троих детей. Семья жила в западной части города, в основном населённой эмигрантами из южной Италии. Её родители эмигрировали из небольшой коммуны Каяццо, возле города Казерта. С раннего детства у Розы был зрелый, поставленный от природы голос. Роза брала уроки фортепиано у местной учительницы музыки, органистки местной католической церкви Анны Райан и склонялась скорее к инструментальной музыке, чем к пению. Но под влиянием и на примере своей старшей сестры Кармелы, которая пела в кабаре, Роза начала работать в качестве аккомпаниатора беззвучного кино и напевать популярные баллады для зрителей, пока киномеханик менял киноленты. К 1914 году репутация певицы привела её к заключению долгосрочного контракта с театром «Сан Карлино», одним из крупнейших кинотеатров в Нью-Хейвене.

### Водевиль
К тому моменту Кармела уже успела стать признанной певицей после своего дебюта в бродвейском мюзикле «Девушка с Брайтона» в 1912 году. Через 3 года, в 1915, Кармела привела Розу на прослушивание к её агенту в водевиле. Роза впечатляла своим голосом и, несмотря на избыточный вес, её наняли для совместных выступлений с Кармелой. Между 1915 и 1918 годом выступления сестёр Понцилло стали одним из главных номеров в Сеть водевилей Кита. Сёстры выступали во всех крупных театрах Кита и приносили существенный доход. Репертуар сестёр составляли баллады, популярные итальянские песни, оперные арии и дуэты.
В 1918 году Кармела и Роза потребовали увеличения платы, в результате чего сеть водевилей закрыла номер сестёр. В это время Кармела занималась вокалом в Нью-Йорке с Уильямом Торнером, вокальным педагогом и агентом, который имел широкие связи в музыкальном мире. Торнер прослушал Розу и согласился давать ей уроки (позднее Роза отрицала, что Торнер когда-либо давал ей уроки, но эти заявления противоречивы). Поначалу Торнер возлагал бо́льшие надежды на Кармелу, чем на Розу, но он изменил своё мнение после того, как попросил знаменитого баритона, Виктора Мореля, которого Верди выбрал для создания образа Яго в «Отелло», прослушать сестёр. Вскоре Торнер убедил Энрико Карузо прийти к нему в студию и послушать пение Кармелы и Розы. Карузо обычно настороженно относился к певцам-любителям, но был глубоко впечатлён голосом Розы. Он организовал для неё прослушивание у генерального директора Метрополитен-оперы, Джулио Гатти-Казацца, который предложил Розе контракт на сезон 1918—1919.

### Оперная карьера
Дебют Розы Понсель на сцене театра Метрополитен-опера состоялся 15 ноября 1918 года, всего через несколько дней после окончания Первой мировой войны, в партии Леоноры в опере «Сила судьбы» Верди, с Карузо в партии Дона Альваро. Это было её первое выступление на оперной сцене. Роза была напугана присутствием Карузо, но несмотря на почти парализующий страх (от которого она страдала перед каждым своим выступлением), она снискала грандиозный успех как у публики, так и у критиков. Джеймс Ханекер, критик The New York Times, писал: «…какой многообещающий дебют! Вдобавок к её персональной привлекательности, она обладает голосом естественной красоты, который может оказаться золотым рудником. Это вокальное золото, во всяком случае, с его сочными нижними и средними тонами, тёмными, богатыми и пластичными, блестящими в верхнем регистре». Кроме Леоноры, в этом сезоне Роза исполнила партию Сантуццы в «Сельской чести» Масканьи, Реицы в «Обероне» Вебера и Кармелиты в мировой премьере оперы «Легенда» Джозефа Брайля, которая не имела успеха.
В последующих сезонах в Метрополитен-опере Понсель исполняла главные партии сопрано в таких операх, как «Жидовка» (с Карузо в партии Элеазара, его последняя новая роль перед смертью), «Вильгельм Телль», «Эрнани», «Трубадур», «Аида», «Джоконда», «Дон Карлос», «Африканка», «Любовь трёх королей», «Андре Шенье», «Весталка», и в 1927 году её самая знаменитая роль — главная партия в опере Винченцо Беллини «Норма» (до этого опера 36 лет отсутствовала в репертуаре театра). Помимо оперной карьеры, которая была сконцентрирована в Метрополитен-опере, Понсель вела успешную концертную деятельность.
За пределами США Понсель пела только в Ковент-Гарден в Лондоне (3 сезона) и в Италии (по её словам, чтобы выполнить обещание, данное матери, что она споёт когда-нибудь в Италии). В 1929 году состоялся европейский дебют Понсель в Лондоне в Ковент-Гарден. До этого времени её карьера развивалась только в США. В 1929 году в Ковент-Гарден Понсель исполнила заглавные партии в операх «Норма» и «Джоконда». Выступления имели огромный успех у лондонской публики. В 1930 Роза вернулась в Лондон с операми: «Норма», «Любовь трёх королей» и «Травиата» (первое выступление в партии Виолетты). В её последнем лондонском сезоне в 1931 году она пела в «Силе судьбы», «Фе́дре» (опера её педагога и давнего друга Романо Романи), и в возобновлённой «Травиате».
В 1930-е годы Понсель добавляла новые партии в свой репертуар в Метрополитен-опере. В 1931 она впервые исполнила в Нью-Йорке партию Виолетты, которую она с огромным успехом исполняла в Лондоне. Исполнение получило смешанные отзывы нью-йоркских критиков, некоторые из них посчитали интерпретацию Понсель слишком мощной и драматичной. В этом же году она спела ещё одну неудачную мировую премьеру Итало Монтемецци «Ночь Цораимы». Как и многие оперные певцы того времени, Роза совершила короткую поездку в Голливуд и сделала несколько проб на студии «Metro-Goldwyn-Mayer» и «Paramount Pictures», но за этим ничего не последовало.
В 1933 году Понсель исполнила партию Джулии в опере «Весталка» на международном фестивале академической музыки «Флорентийский музыкальный май» в Италии. Как и в Лондоне, публика была в диком восторге. Во время второго выступления «Весталки», Роза по просьбе публики повторила арию «O nume tutelar». Успех был настолько огромен, что ей поступило предложение из миланского театра «Ла Ска́ла», но после того, как Роза увидела как флорентийская публика в штыки восприняла знаменитого тенора Джакомо Лаури-Вольпи, который сорвал верхнюю ноту, она решила не испытывать судьбу с трудной итальянской публикой. После выступлений в Лондоне и Флоренции, Понсель больше никогда не пела за пределами США.
В 1935 году Роза впервые пела «Кармен» на сцене Метрополитен-оперы. Несмотря на огромный успех в этой партии, к которой она тщательно готовилась, Понсель получила разгромные отзывы от большинства нью-йоркских критиков, особенно из «The New York Times», чей отзыв глубоко её ранил. В течение своих последних двух сезонов в Метрополитен, Понсель исполняла главные партии только в двух операх, «Сельская честь» и «Кармен», партии, которые не затрагивали верхний регистр. Различия во взглядах с дирекцией Метрополитен-оперы на репертуар привели к тому, что Понсель не стала продлевать свой контракт с театром на сезон 1937-1938. Её последнее выступление на сцене театра состоялось 22 апреля 1937 года в партии Кармен во время гастрольного тура театра в Кливленде.

### После оставления сцены

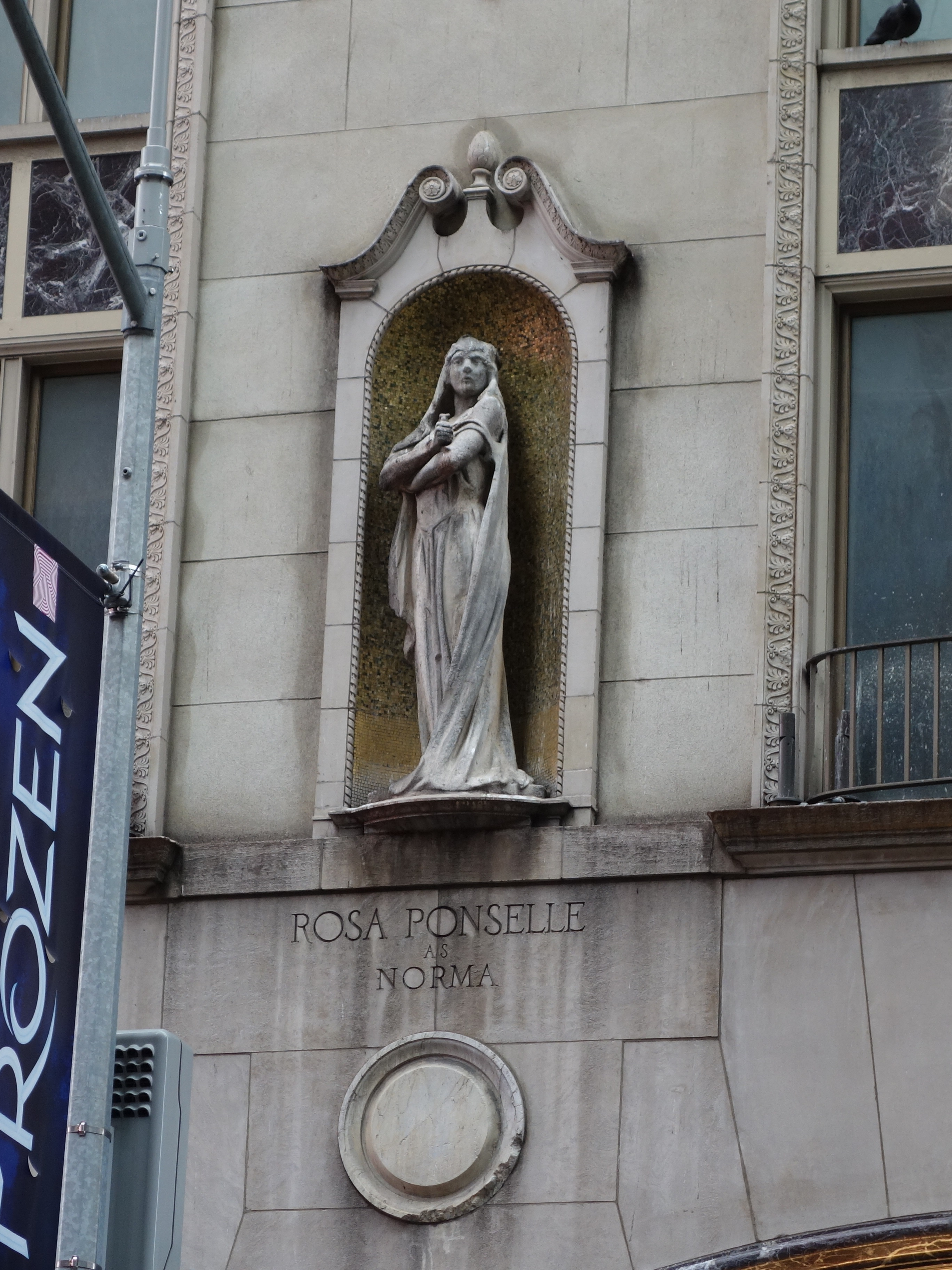
Понсель в роли Нормы. Скульптура А. С. Колдера на фасаде здания на углу Бродвея и Таймс-сквер

Понсель не стремилась и не имела цели завершать карьеру после гастролей в Кливленде, она просто пустила дела на самотёк. Ряд факторов привёл к этому: слабеющий верхний регистр, что делало затруднительным и эмоционально затратным исполнение ключевых партий её репертуара; её недовольство руководством театра в составлении репертуара (она хотела спеть партию Адрианы в опере «Адриана Лекуврёр» Чилеа, партия с низкой тесситурой, но руководство отказало); моральное и физическое истощение после 21-летней непрерывной карьеры; брак в 1935 году с состоятельным балтиморцем Карлом Джексоном; её наслаждение расслабленной жизнью, которая у неё была в браке, без потребности выступать. Позже Понсель говорила, что никогда не скучала по выступлениям после ухода из театра. Они с Джексоном построили роскошным дом недалеко от Балтимора («Вилла Паче»), где Роза жила до конца своих дней.
Брак не сложился, и в 1949 они развелись. Развод был тяжёлым, Роза пережила нервный срыв. Она больше никогда не появлялась на концертной или оперной сцене, но продолжила петь дома для друзей, которые говорили, что её голос был великолепен как никогда. Их слова подтвердились, когда в 1954 году на виллу приехала RCA Records для записи песен и романсов в исполнении Понсель. В конце 1940-х Понсель давала уроки вокала для молодых исполнителей в только что открывшемся оперном театре в Балтиморе. Среди тех, кто занимался с Понсель в начале своей карьеры: Беверли Силлс, Шерил Милнз, Пласидо Доминго.
Понсель умерла на своей вилле 25 мая 1981 года в возрасте 84 лет после долгой борьбы с раком костного мозга. 

## Оценки
В некрологе The New York Times говорилось: «Мисс Понсель производила своим феноменальным голосом неизгладимое впечатление. Это было драматическое сопрано, которое без труда взлетало от нижних нот контральто до ослепительного верхнего до. У неё была подвижность колоратуры, великолепная трель, мощные форте, нежные пианиссимо и точнейшая интонация». В 1972 году Гарольд Шонберг описывал голос Понсель следующим образом: «Этот большой, чистый, полный красок, золотой голос взлетал без усилий, ударяя поражённого слушателя в лицо, прокатываясь по всему телу, скользя вниз по лопаткам, погружая в физическое наслаждение».